# 廢淑儀文氏
廢淑儀文氏（폐숙의 문씨，？—1776年），朝鮮英祖的後宮嬪御。
文氏是宮人出身，後被英祖寵幸，在英祖二十九年封為正四品昭媛，英祖四十七年晉從二品淑儀。她在英祖晚年甚為得寵，不過與英祖的世子莊獻世子（又名思悼世子）不和，一直想生个儿子取而代之。
英祖晚年，她和領議政金尚魯狼狽為奸，意圖謀害世孫，正祖即位年（1776年）三月，將文氏廢位貶為平民，遣回私宅戴罪。她本人雖然未處死，但是母親貶到濟州當官婢，弟弟文聖國（英祖晚年入朝為官）被賜死。五月，有官員上奏要求賜死文氏，同時罪及其二女和寧翁主與和吉翁主，但是正祖以她為先王之嬪御已經對她作出處罰，二女則當時已經出嫁，其母親犯罪時年紀尚輕，況且和吉翁主在正祖繼位前就已經去世，所以並沒有追奪翁主之位。八月，因三司官員（即司憲府、司諫院及弘文館的合稱）多次上疏要求將文氏正法，在此壓力下，正祖很難將上疏推辭，便回覆三司官員會好好思考，在拜謁過景慕宮（即莊獻世子的祭祀廟堂）後，准許三司官員的上疏，賜文氏自盡。

## 相關影視作品
| 演員 | 時間   | 片名                    |
| ---- | ------ | ----------------------- |
| 孫河 | 1998年 | 《大王之道(대왕의 길)》 |
| 素丹 | 2015年 | 《思悼》                |
| 高禾 | 2021年 | 《衣袖紅鑲邊》          |

## 附註
1. ↑  .   [2016-07-13]. （原始内容存档于2021-04-07）.
2. ↑  《承政院日記》英祖47年10月17日
3. ↑  .   [2017-05-28]. （原始内容存档于2021-04-07）.
4. ↑  .   [2017-05-28]. （原始内容存档于2021-04-07）.
5. ↑  .   [2017-06-07]. （原始内容存档于2021-10-10）.
6. ↑  .   [2017-05-28]. （原始内容存档于2021-04-10）.